# 둔촌오륜역
둔촌오륜역(遁村五輪驛, Dunchon Oryun station)은 대한민국 서울특별시 송파구 오륜동과 강동구 둔촌동 사이에 위치한 서울 지하철 9호선의 전철역이다. 성내천 하저터널로 올림픽공원역과 연결된다.

## 역명 유래
행정 구역상으로 역사가 강동구 둔촌동에 있지만 실제로는 송파구 오륜동과 강동구 둔촌동 간의 경계 지점에 위치하고 있어서 현재의 이름으로 명명되었다. 원래는 오륜역으로 하려고 했으나 강동구 둔촌동 주민들의 반발로 인하여 둔촌오륜역으로 변경되었다.

## 역사
- 2018년 8월 9일: 둔촌오륜역으로 역명 결정[1]
- 2018년 12월 1일: 서울 지하철 9호선 3단계 개통과 함께 영업 개시[2]

## 역 구조
역사는 대합실이 지하 1층, 승강장이 지하 2층으로 이루어져 있는 지하역이다. 

### 승강장
1면 2선의 섬식 승강장을 갖춘 지하역으로, 스크린도어가 설치되어 있다.
| 올림픽공원 ↑   |
| 상 하 \|       |
| ↓ 중앙보훈병원 |

| 하행 | ● 서울 지하철 9호선 | 일반 올림픽공원 · 종합운동장 · 선정릉 · 신논현 · 노량진 · 김포공항 · 개화 방면 |
| 상행 | ● 서울 지하철 9호선 | 일반 중앙보훈병원 방면                                                         |

## 역 주변
- 동북중학교
- 동북고등학교
- 오륜중학교
- 창덕여자고등학교
- 한국체육대학교

## 사진

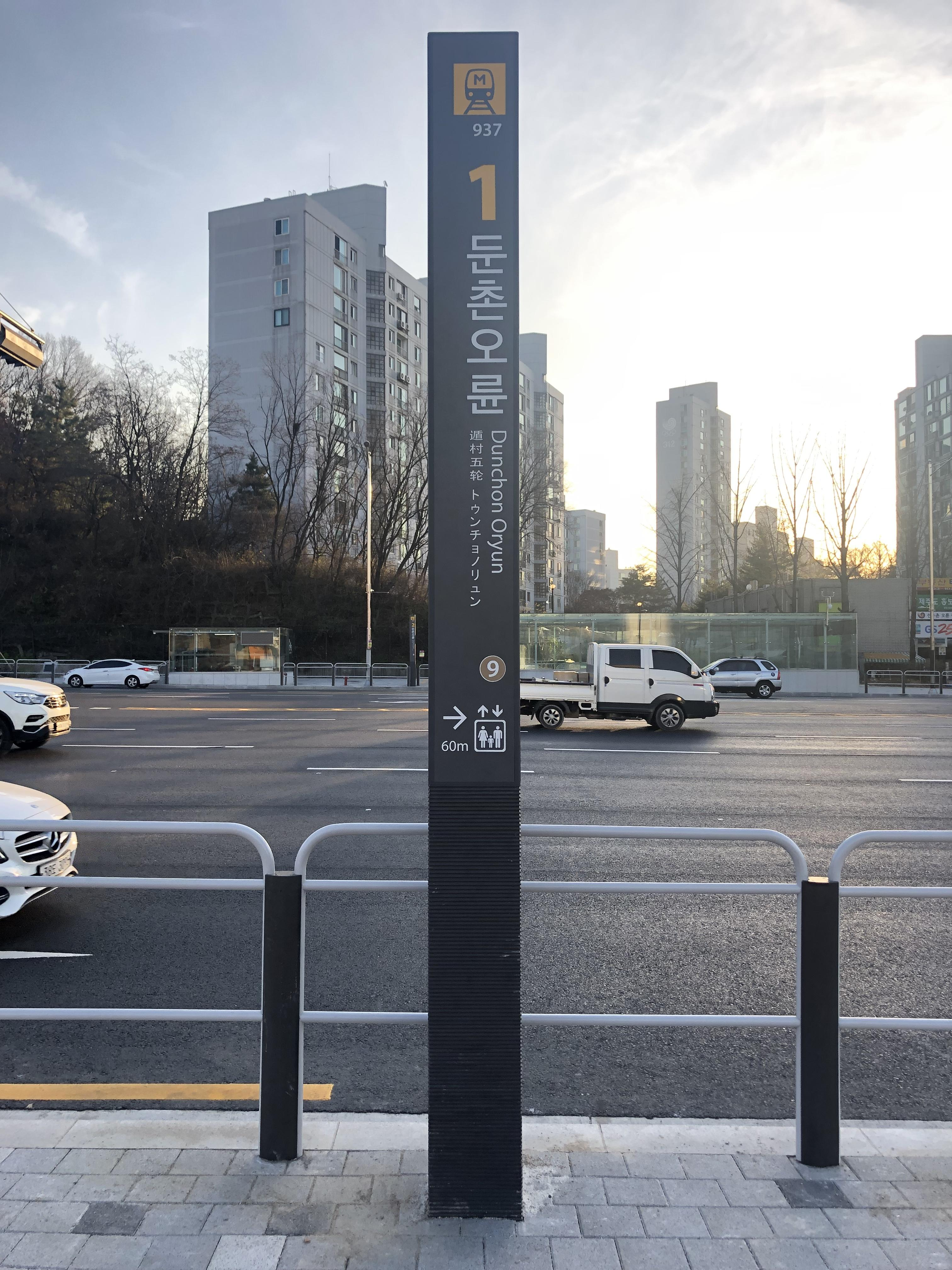
1번 출구 폴사인
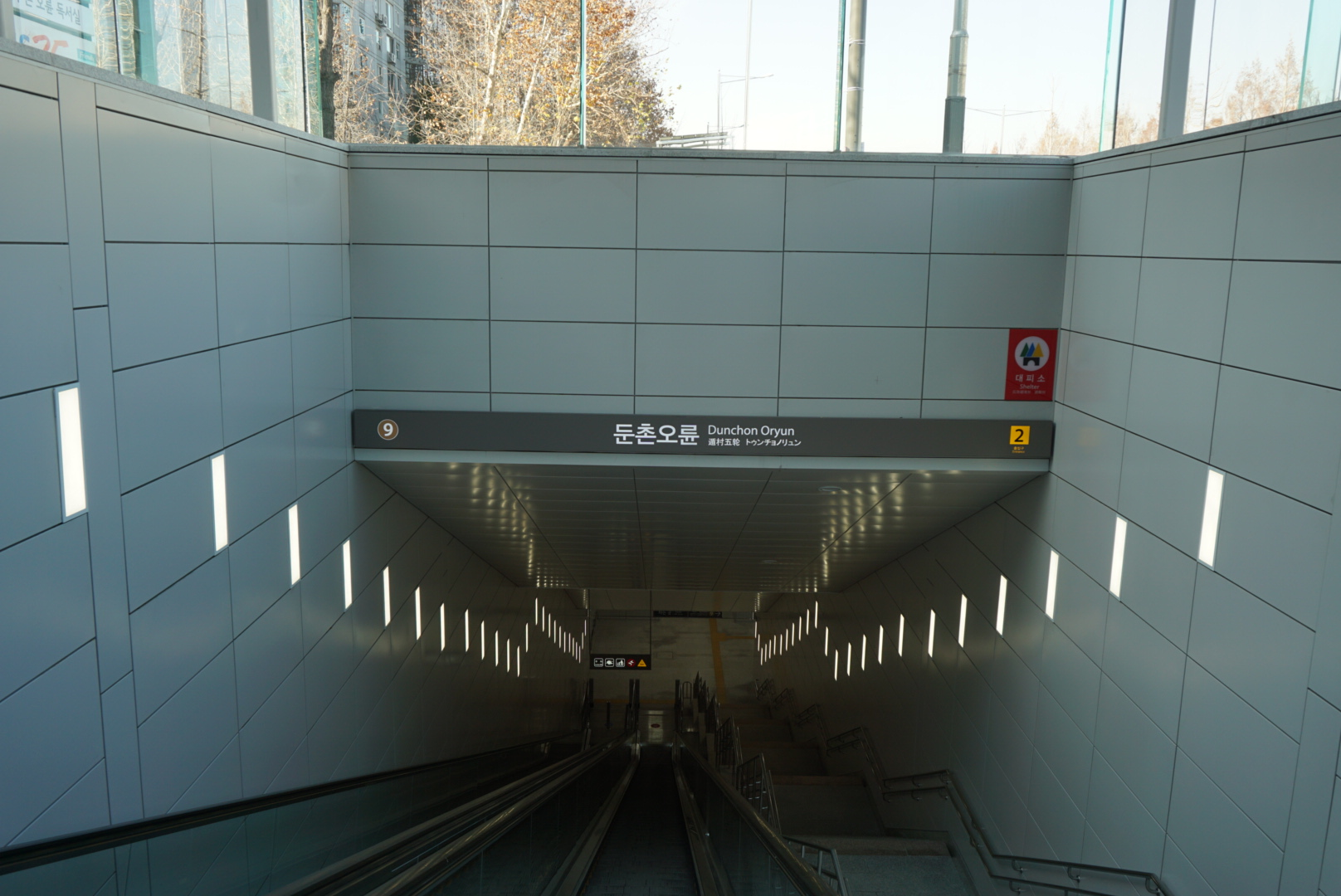
2번 출구
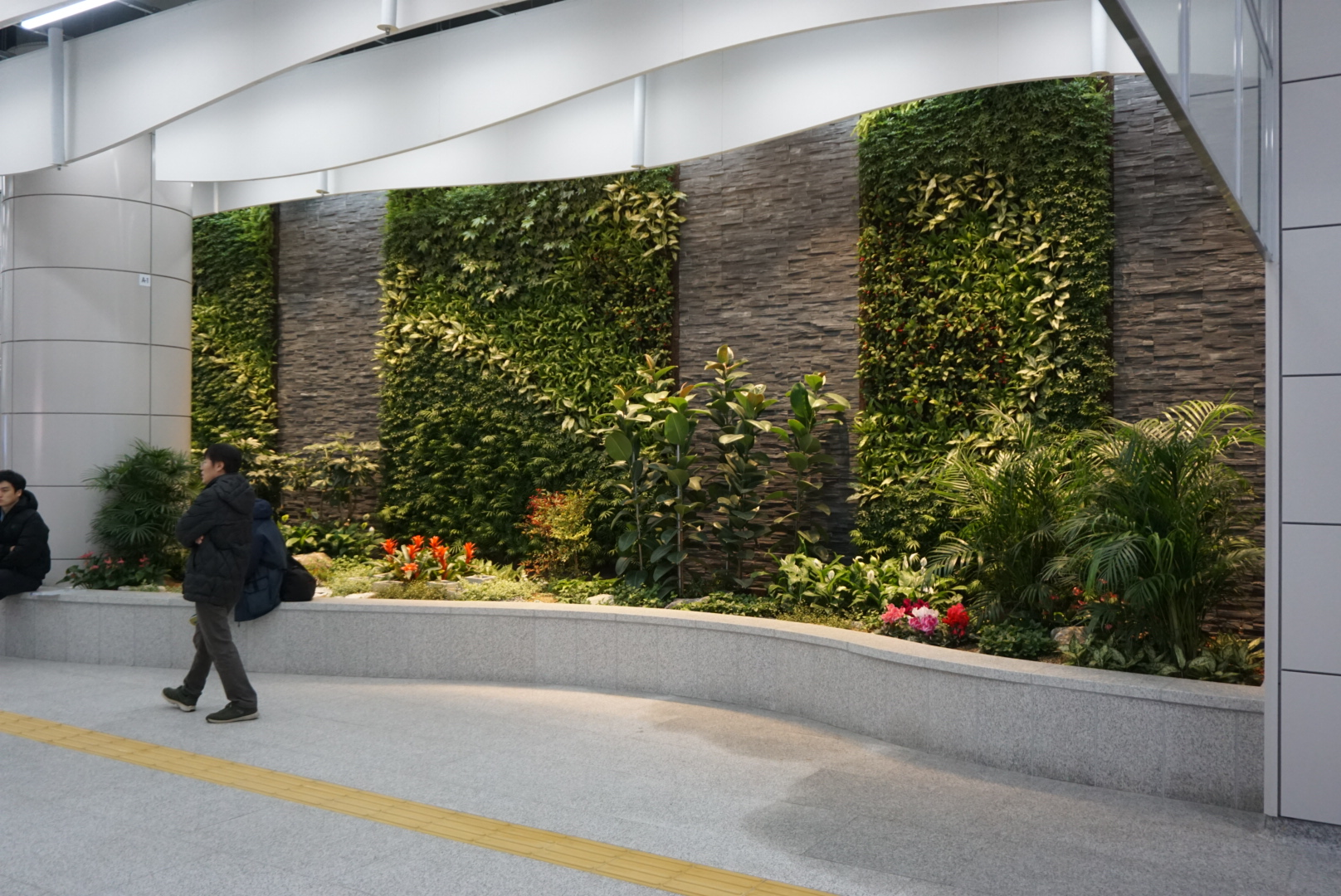
맞이방
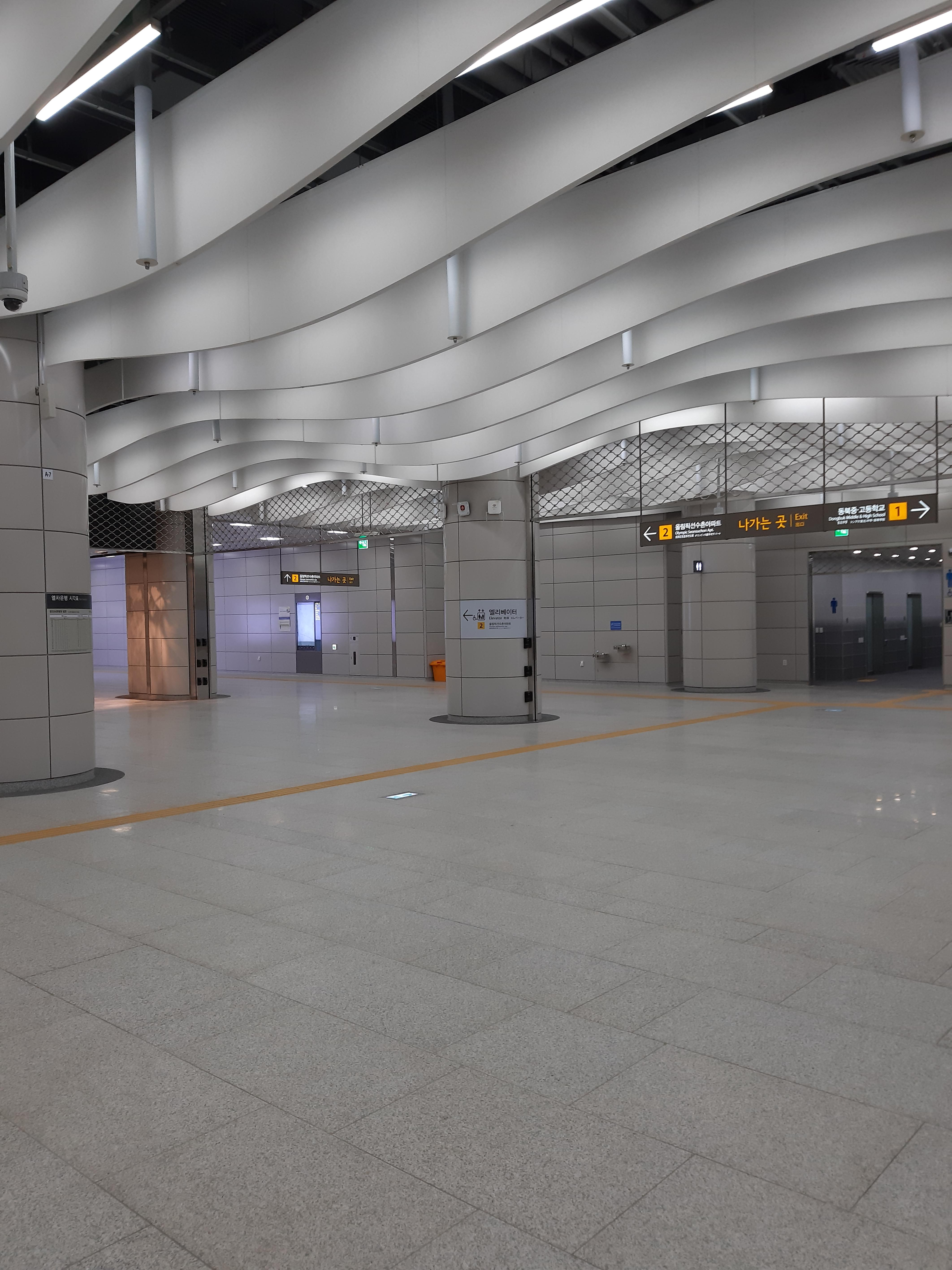
맞이방
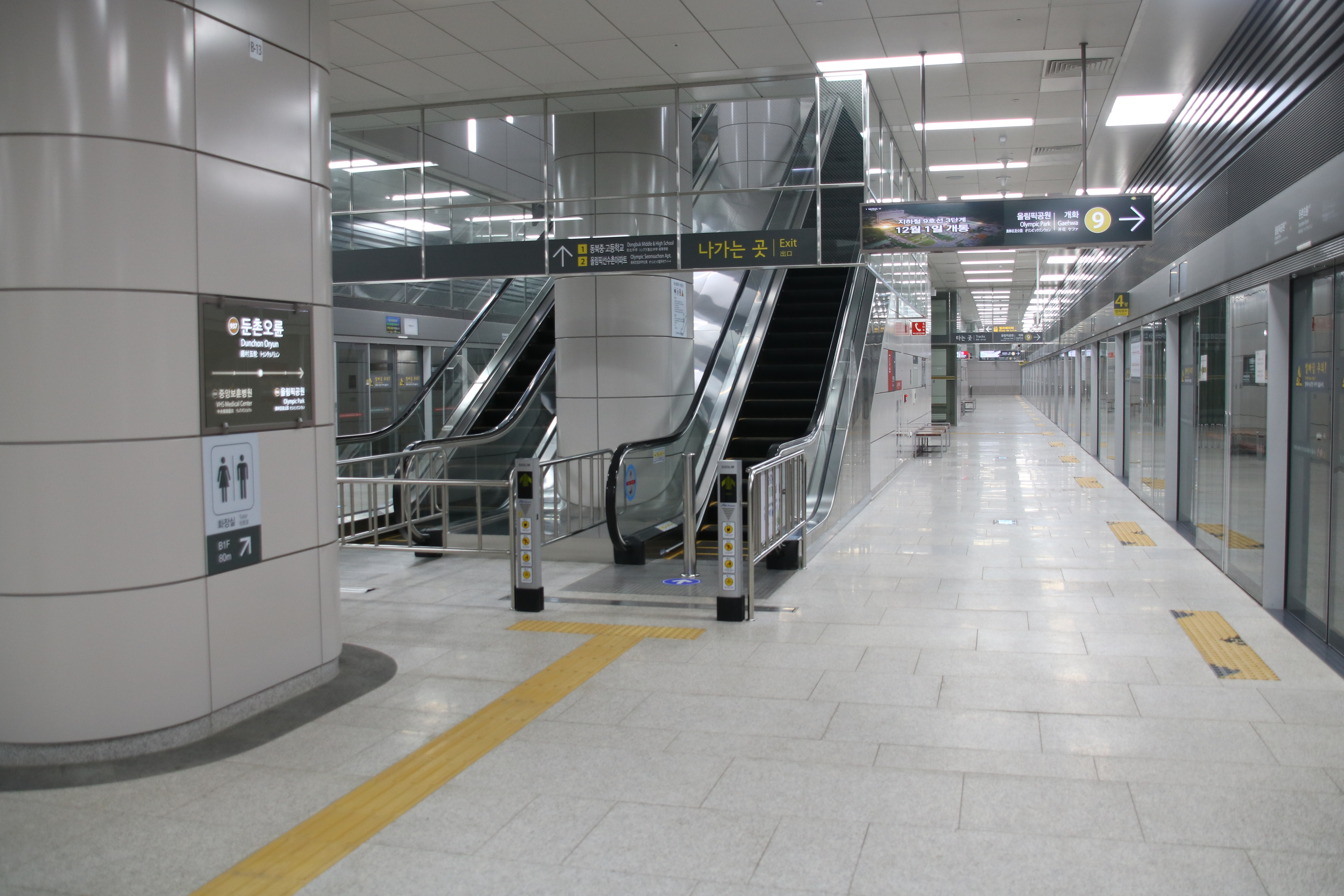
승강장

## 인접한 역
| ● 서울 지하철 9호선      | ● 서울 지하철 9호선      | ● 서울 지하철 9호선   |
| ------------------------ | ------------------------ | --------------------- |
| 936 올림픽공원 개화 방면 | ● 서울 지하철 9호선 일반 | 938 중앙보훈병원 방면 |